# Scatopse atrata
Scatopse atrata is een muggensoort uit de familie van de Scatopsidae. De wetenschappelijke naam van de soort is voor het eerst geldig gepubliceerd in 1824 door Say.